# Máscara de Agamenón
La máscara de Agamenón es un objeto arqueológico descubierto en la acrópolis de Micenas en 1876 por el arqueólogo prusiano Heinrich Schliemann. Se trata de una máscara funeraria de oro que se encontró colocada encima de la cara de un cuerpo ubicado en la tumba V del Círculo de tumbas A.
Schliemann pensó que había descubierto el cuerpo del legendario rey griego Agamenón, y por ese motivo la máscara recibió su nombre. Sin embargo, estudios modernos sugieren que la máscara podría datar de entre 1550 y 1500 a. C., lo que la situaría en un tiempo anterior (unos 300 años) al que tradicionalmente se atribuye a la vida de Agamenón. A pesar de ello, ha conservado su nombre. La máscara se encuentra expuesta al público en el Museo Arqueológico Nacional de Atenas, mientras que el Museo Arqueológico de Micenas expone una copia de la misma.

## Excavación
Aunque Heinrich Schliemann había visitado el yacimiento de Micenas previamente y había abierto sin permiso 34 cortes, la excavación no comenzó oficialmente hasta 1876.
A partir de ese momento solo necesitó tres meses para dar con el hallazgo que le dio fama: un conjunto de seis tumbas de fosa vertical, el llamado Círculo A, que contenía 18 individuos y unos espectaculares ajuares funerarios. Las tumbas de fosa se excavaron en el suelo, a unos 4-5 m de profundidad, y presentaban suelo, paredes y techo. Los difuntos se colocaban en el suelo de la fosa, junto al ajuar funerario y ofrendas de animales; las tumbas se cerraban con vigas, y la fosa posteriormente se cubría con tierra, situándose una estela en la parte superior de cada fosa.
Datadas en el siglo XVII a. C., las tumbas contenían la familia de uno o varios jefes guerreros o nobles. La enorme cantidad y lujo de las piezas halladas apoyan esta teoría. Entre ellas suman unos 15 kg de oro, copas de este metal, diademas, joyas, alfileres o broches, una espada de bronce con empuñadura esmaltada, una daga, también de bronce, con una escena de caza y hasta trece estelas funerarias. Gracias al descubrimiento de estas tumbas, que eran la primera representación de arte micénico, se supo que los micénicos eran un pueblo muy comercial, con una clase alta muy dada al lujo, así también se vislumbra una cierta influencia de culturas como la cretense. Lo que sigue siendo un misterio es el ocaso de este pueblo casi mítico.

## Descripción
El ajuar hallado en el círculo de tumbas A es riquísimo, al haberse encontrado coronas, espadas, copas, cuchillos, ámbar del Báltico y diversas máscaras. La máscara de Agamenón es una de las cinco descubiertas en el Círculo de tumbas A, tres fueron encontradas en la tumba IV y en la tumba V se encontraron dos. Además, las caras y manos de dos niños de la tumba III se encontraban cubiertos por una hoja de oro, de las cuales una tenía agujeros para los ojos.
Las tumbas son ciertamente de carácter real. Las caras de los hombres no estaban todas cubiertas por máscaras, y el hecho de que se tratase de guerreros lo indica la presencia de armas en sus tumbas. Las cantidades de oro y de objetos de cuidado diseño denotan honor, riqueza y estatus social.